# Saison 5 de Grimm
Chronologie
Saison 4 Saison 6
La cinquième saison de Grimm, série télévisée américaine, est constituée de vingt-deux épisodes diffusée du 30 octobre 2015 au 20 mai 2016 sur NBC.

## Synopsis
Nick s'efforce de se remettre de la disparition de sa mère et de Juliette, tandis qu'une guerre importante entre les Wesen et les Grimm éclate. Les Wesen ont décidé de ne plus se cacher et de contrôler la Terre. Ils forment un groupuscule, très bien organisé, nommé la « Griffe Noire », qui commet secrètement de nombreux attentats et rituels en tous genres mais Nick reste leur cible principale. De son côté, Rebelle décide de s'allier avec une organisation nommée le « Mur d'Hadrien », qui lutte contre ce soulèvement.

## Distribution

### Acteurs principaux
- David Giuntoli (VF : Pascal Nowak) : Nick Burkhardt
- Russell Hornsby (VF : Gilles Morvan) : Hank Griffin
- Bitsie Tulloch (VF : Pamela Ravassard) : Eve / Juliette Silverton (absente épisodes 2 à 5)
- Silas Weir Mitchell (VF : Constantin Pappas) : Eddy Monroe
- Sasha Roiz (VF : Loïc Houdré) : Sean Renard
- Reggie Lee (VF : Didier Cherbuy) : le sergent Wu
- Bree Turner (VF : Céline Mauge) : Rosalee Calvert
- Claire Coffee (VF : Sybille Tureau) : Adalind Schade

### Acteurs récurrents
- Jacqueline Toboni (VF : Victoria Grosbois) : Teresa « Rebelle » Rubel (14 épisodes)
- Damien Puckler (VF : Jochen Haegele) : Martin Meisner (14 épisodes)
- Anne Leighton (VF : Juliette Croizat) : Rachel Wood (14 épisodes)
- M. Ben Newman (VF : Bertrand Liebert) : Jeremiah Rogers (7 épisodes)
- Robert Blanche (en) (VF : Michel Vigné) : le sergent Franco (6 épisodes)
- Hannah R. Loyd (VF : Angela Mit) : Diana (6 épisodes)
- Michael Sheets (VF : Eilias Changuel) : Andrew Dixon (5 épisodes)
- Shaun Toub (VF : Pascal Germain) : Conrad Bonaparte[2] (4 épisodes)
- Danny Bruno (en) (VF : Sylvain Clément) : Bud (2 épisodes - récurrence à travers les saisons)

### Invités
- Mason Cook : Peter (épisode 3)
- Madeline Zima (VF : Caroline Victoria) : Emily Troyer (épisode 4)
- Carlson Young : Selina Golias (épisode 5)
- Madeline Brewer : Billie Trump (épisodes 6 et 7)
- Bailey Chase (VF : Boris Rehlinger) : Lucien Petrovich, le chef de la Griffe Noire[3] (épisodes 7, 11 et 12)
- Joshua Sawtell (VF : Fabien Jacquelin) : Marwan Hanano (épisodes 9, 11 et 12)
- Wade Williams : Mark Holloway (épisode 9)
- Joseph Kathrein (VF : Jérémy Prévost) : Tony (épisodes 12, 20 et 21)
- Melinda Page Hamilton : Joan Vark (épisode 16)
- William Mapother : Dwight Eleazer (épisode 16)
- Keiko Agena (VF : Jade Nadja Nguyen) : Madoka Akagi[4] (épisode 17)
- Cary-Hiroyuki Tagawa (VF : Philippe Dumond) : Takeshi Imura[4](épisode 17)
- Sharon Leal (VF : Annie Milon) : Zuri Ellis (épisodes 18, 19 et 20)

## Production

### Développement
Le 5 février 2015, la série a été renouvelée pour une cinquième saison de vingt-deux épisodes.

### Casting
Entre août et septembre 2015, Carlson Young et Madeline Brewer ont obtenu un rôle le temps d'un épisode lors de cette saison.

### Tournage
Le tournage de la saison a débuté le 7 juillet 2015 à Portland dans l'Oregon.

## Liste des épisodes

### Épisode 1:Incroyable mais vrai
- États-Unis /  Canada : 30 octobre 2015 sur NBC[9] / CTV
- France : 19 avril 2016 sur Syfy France[10],[11]

- États-Unis : 4,04 millions de téléspectateurs[12] (première diffusion)
- Canada : 1,25 million de téléspectateurs[13] (première diffusion + différé 7 jours)

- « It is not light that we need, but fire ».
(trad. litt. : Ce n'est point de lumière dont nous avons besoin, mais de feu)

### Épisode 2:La Conspiration Wesen
- États-Unis /  Canada : 6 novembre 2015 sur NBC / CTV
- France : 19 avril 2016 sur Syfy France[14]

- États-Unis : 3,78 millions de téléspectateurs[15] (première diffusion)
- Canada : 1,25 million de téléspectateurs[16] (première diffusion + différé 7 jours)

- « Cherish those who seek the truth but beware of those who find it ».
(trad. litt. : Chérissez ceux qui recherchent la vérité mais méfiez-vous de ceux qui la trouvent.  )

### Épisode 3:Recherche maman désespérément
- États-Unis /  Canada : 13 novembre 2015 sur NBC / CTV
- France : 19 avril 2016 sur Syfy France[17]

- États-Unis : 3,66 millions de téléspectateurs[18] (première diffusion)
- Canada : 1 million de téléspectateurs[19] (première diffusion + différé 7 jours)

Une femme court cherche à fuir quatre enfants, mais elle chute, dégringole le long d'une colline et sa tête se cogne contre une pierre, ce qui la tue sur le coup. Les quatre enfants qui la suivaient récupèrent une mèche de cheveux avant de s'enfuir.
Pendant ce temps, des déménageurs vident la maison de Nick et Juliette. Ce dernier emmène Adalind et son fils Kelly dans leur nouvelle maison, un endroit isolé et sécurisé. Hank l'appelle et ils se rejoignent sur le lieu de décès de la jeune femme.
Les quatre enfants cherchent une nouvelle mère ; quand la jeune fille du groupe tombe malade, deux garçons partent en ville chercher un médicament pour la soigner. Ils arrivent dans la boutique de Rosalee et tentent de la voler ; elle les surprend, mais elle les laisse partir avec des plantes médicinales.

### Épisode 4:Indomptable fiancée
- États-Unis /  Canada : 20 novembre 2015 sur NBC / CTV
- France : 26 avril 2016 sur Syfy France[20]

- États-Unis : 3,62 millions de téléspectateurs[21] (première diffusion)

### Épisode 5:Ratzilla
- États-Unis /  Canada : 4 décembre 2015 sur NBC / CTV
- France : 26 avril 2016 sur Syfy France[22]

- États-Unis : 3,69 millions de téléspectateurs[23] (première diffusion)
- Canada : 1,28 million de téléspectateurs[24] (première diffusion + différé 7 jours)

### Épisode 6:La Nuit des chasseurs
- États-Unis /  Canada : 11 décembre 2015 sur NBC / CTV
- France : 26 avril 2016 sur Syfy France[25]

- États-Unis : 3,64 millions de téléspectateurs[26] (première diffusion)
- Canada : 1 million de téléspectateurs[27] (première diffusion + différé 7 jours)

### Épisode 7:La Revenante
- États-Unis /  Canada : 29 janvier 2016 sur NBC[28] / CTV
- France : 3 mai 2016 sur Syfy France[29]

- États-Unis : 3,81 millions de téléspectateurs[30] (première diffusion)
- Canada : 1,19 million de téléspectateurs[31] (première diffusion + différé 7 jours)

À la suite des évènements, Rosalee et Monroe décident de joindre le Conseil des Wesen pour les avertir de la menace qui sévit. Le conseil leur dit que ce groupe s'appelle la « Griffe Noire » (Schwarzkralle). Nick demande des explications à Rebelle puis contacte Meisner. Monroe confie à Rosalee que la personne qui les a sauvé de l'embuscade était Juliette.

### Épisode 8:Le Monstre du lac
- États-Unis /  Canada : 5 février 2016 sur NBC / CTV
- France : 3 mai 2016 sur Syfy France[32]

- États-Unis : 4,42 millions de téléspectateurs[33] (première diffusion)
- Canada : 1,08 million de téléspectateurs[34] (première diffusion + différé 7 jours)

### Épisode 9:Le Culte de la pluie
- États-Unis /  Canada : 12 février 2016 sur NBC / CTV
- France : 10 mai 2016 sur Syfy France[35]

- États-Unis : 4,19 millions de téléspectateurs[36] (première diffusion)

### Épisode 10:Le Coffre aux trésors

Blason de la famille Kesler découvert dans un ancien grimoire.

- États-Unis /  Canada : 19 février 2016 sur NBC / CTV
- France : 10 mai 2016 sur Syfy France[37]

- États-Unis : 4,04 millions de téléspectateurs[38] (première diffusion)

### Épisode 11:Sur la trace des croisés
- États-Unis /  Canada : 4 mars 2016 sur NBC / CTV
- France : 17 mai 2016 sur Syfy France[39]

- États-Unis : 4,26 millions de téléspectateurs[40] (première diffusion)

### Épisode 12:Le Secret de la Forêt Noire
- États-Unis /  Canada : 11 mars 2016 sur NBC / CTV
- France : 17 mai 2016 sur Syfy France[41]

- États-Unis : 3,91 millions de téléspectateurs[42] (première diffusion)
- Canada : 1,01 million de téléspectateurs[43] (première diffusion + différé 7 jours)

- Cet épisode est le centième de la série.

### Épisode 13:La Force du masque
- États-Unis /  Canada : 18 mars 2016 sur NBC / CTV
- France : 24 mai 2016 sur Syfy France[44]

- États-Unis : 4,2 millions de téléspectateurs[45] (première diffusion)

Alors que Nick est encore ébahi par ce qu'il a ramené d'Allemagne, Hank et lui doivent enquêter sur la mort d'un homme dont le visage a été découpé.
Nick, Rosalee, Monroe, Hank et Wu qui se sont aperçus que le trésor trouvé dans la forêt noire n'est autre qu'un bâton qui a guéri la grave blessure de Monroe, décident de garder cette découverte secrète.

### Épisode 14:Nuit de pleine Lune
- États-Unis /  Canada : 25 mars 2016 sur NBC / CTV
- France : 24 mai 2016 sur Syfy France[44]

- États-Unis : 4,32 millions de téléspectateurs[46] (première diffusion)

Alors que Rachel s'efforce de faire passer Sean de son côté et qu'Eve les surveille de près, Nick et Hank sont sur les traces d'un lycanthrope.
À l'arrivée de la nuit, la lune se lève et un Wesen tue des randonneurs. Nick et Hank arrivent sur le lieu où a été retrouvé l'homme agressé et ce dernier raconte qu'il a été attaqué par un chien.

### Épisode 15:Fontaine de Jouvence
- États-Unis /  Canada : 1er avril 2016 sur NBC / CTV
- France : 31 mai 2016 sur Syfy France[47]

- États-Unis : 4,05 millions de téléspectateurs[48] (première diffusion)

Deux jeunes gens sont retrouvés morts et semblent avoir inexplicablement vieilli de façon accélérée. Nick et Hank mènent l'enquête, tandis qu'Eve continue d'espionner Sean Renard.
Nick et Hank enquêtent et découvrent que le meurtrier, un Wesen à mandibule, aspire une substance dans le corps de sa victime.  Il appâte ses victimes en leur faisant croire qu'ils peuvent devenir mannequins et les convainc d'effectuer des séances photos où il drogue ses victimes pour leur prendre cette substance qu'il revend ensuite à un médecin. Cette substance a un pouvoir rajeunissant, mais à force de l'utiliser la personne se transforme en un monstre. 

### Épisode 16:Entre le bien et le mal
- États-Unis /  Canada : 8 avril 2016 sur NBC / CTV
- France : 31 mai 2016 sur Syfy France[47]

- États-Unis : 4,25 millions de téléspectateurs[49] (première diffusion)
- Canada : 1,09 million de téléspectateurs[50] (première diffusion + différé 7 jours)

Un prédicateur donne plusieurs spectacles, pendant lesquels il prétend aspirer le diable dans son corps pour ensuite l'expulser, rassurant ainsi ses spectateurs. Il s'avère que c'est un Wesen. Seul Nick et ses amis l'ont compris mais le prédicateur est pris pour cible par des croyants qui le pensent maléfique.
De son côté, Sean se lance pleinement dans la campagne électorale en participant à un débat télévisé.
Adalind demande à Nick de faire ce qu'il peut pour retrouver Diana, sa fille. 

### Épisode 17:Inugami
- États-Unis /  Canada : 15 avril 2016 sur NBC / CTV
- France : 7 juin 2016 sur Syfy France[51]

- États-Unis : 3,75 millions de téléspectateurs[52] (première diffusion)

Nick apprend qu'Adalind est redevenue une Hexenbiest. Sur les conseils de Monroe et Rosalee, il préfère attendre qu'Adalind lui en parle d'elle même  mais elle ne le fait pas. Il apprend également que le capitaine Renard a rejoint la Griffe Noire. 
Pendant ce temps, un jeune homme est retrouvé décapité et enseveli à la verticale près d'un pont.
De son côté, Wu est très agité durant son sommeil. Il a également des maux de tête lors de l'enquête.

### Épisode 18:Jusqu'à la moelle
- États-Unis /  Canada : 22 avril 2016 sur NBC / CTV
- France : 7 juin 2016 sur Syfy France[51]

- États-Unis : 3,89 millions de téléspectateurs[53] (première diffusion)

Alors que Hank recroise Zuri, la kinésithérapeute qui s'est occupée de lui deux ans auparavant, Nick et lui enquêtent sur la mort de deux personnes retrouvées désossées.
Un matin devant son miroir dans la salle de bain, Wu ayant une toux, sort une touffe de poils pleine de sang de sa gorge. Et, pendant son travail au poste, durant quelques instants sa main se transforme en une main de lycanthrope. Il a également des flashs de la nuit où il courait dans les bois. Sous le choc il s'écroule par terre ce qui alerte Nick et Hank, mais il prétexte un simple vertige. 
Adalind avoue à Nick que Sean lui a donné rendez-vous pour lui dire que Diana, leur fille, était avec la résistance et non pas avec la royauté, Nick lui demande de lui en parler si cela se reproduit.
Lors d'une embuscade pour piéger l'homme qui désosse les gens, Wu qui se retrouve face à un chien pas très amical, se transforme en lycanthrope.

### Épisode 19:En pleine mutation
- États-Unis /  Canada : 29 avril 2016 sur NBC / CTV
- France : 14 juin 2016 sur Syfy France

- États-Unis : 3,76 millions de téléspectateurs[54] (première diffusion)

Adalind est effrayée en voyant la puissance des pouvoirs de sa fille. Elle avoue à Nick être redevenue une Hexenbiest mais ne dit rien au sujet de Diana et la Griffe Noire.
Un homme de la Griffe Noire, Conrad Bonaparte, demande à Sean de convaincre Nick de les rejoindre. Un peu plus tard, il pose un ultimatum à Adalind, elle doit avoir choisi son camp avant la fin de la journée.
Les transformations de Wu sont de plus en fréquentes, ce qui inquiète son entourage.
Diana communique  avec Adalind par la pensée mais en imitant parfaitement la voix de Sean : elle lui dit qu'il est temps de faire un choix. 

### Épisode 20:Le Coup de la Griffe
- États-Unis /  Canada : 13 mai 2016 sur NBC / CTV
- France : 14 juin 2016 sur Syfy France

- États-Unis : 3,39 millions de téléspectateurs[55] (première diffusion)
- Canada : 1,12 million de téléspectateurs[56] (première diffusion + différé 7 jours)

Adalind a été forcée de rejoindre la Griffe Noire avec Kelly. Nick est furieux, mais ses amis arrivent à le convaincre de garder son calme et mettre en place une stratégie. Nick dit tout à Rebelle au sujet du trésor des Grimm qu'il a trouvé avec Monroe dans la Forêt Noire.
Zuri se fait piéger par Nick et Hank, puis est emmenée au Mur d'Hadrien où Eve et Rebelle se chargent de la faire parler.

### Épisode 21:Ce n'est que le début…
- États-Unis /  Canada : 20 mai 2016 sur NBC / CTV
- France : 21 juin 2016 sur Syfy France

- États-Unis : 4,03 millions de téléspectateurs[57] (première diffusion)
- Canada : 1,32 million de téléspectateurs[58] (première diffusion + différé 7 jours)

Alors que le capitaine Renard vient d'être élu maire, Meisner explique à Nick et Hank que ce n'est qu'une première étape : la Griffe Noire compte infiltrer le monde entier petit à petit, en commençant par des petites institutions pour ensuite s'en prendre aux plus grandes.
Hank apprend que les Wesen tués par Nick ont été retrouvés chez lui, et un témoignage de sa voisine le désigne comme coupable. Il est alors arrêté par deux lieutenants, qui s'avèrent être des Wesen, l'assomment et le conduisent dans une maison isolée.
De son côté, Bonaparte menace Adalind dont il trouve la coopération insuffisante. Il lui donne ensuite une bague et lui ordonne de se marier avec Sean, afin de pouvoir continuer à assurer à ce dernier une façade publique satisfaisante.
Ayant compris que Hank a été enlevé, Nick se sert d'un des membres de la Griffe Noire retenu au poste pour localiser l'endroit où il est emprisonné. Sachant qu'il lui sera difficile de libérer Hank à lui tout seul, il emmène Eve et Rebelle avec lui. Mais après avoir délivré Hank, ils réalisent qu'il s'agissait d'une diversion : la Griffe Noire qui s'est arrangée pour les éloigner du quartier général du Mur d'Hadrien est en train de détruire les lieux et de massacrer les agents. Meisner est tué par Bonaparte sous les yeux de Renard.

### Épisode 22:…Et pire sera la fin
- États-Unis /  Canada : 20 mai 2016 sur NBC / CTV
- France : 21 juin 2016 sur Syfy France

- États-Unis : 4,03 millions de téléspectateurs[57] (première diffusion)
- Canada : 1,321 million de téléspectateurs[58] (première diffusion + différé 7 jours)

Nick est mis en cellule et risque d'être accusé de coups et blessures et d'agression. Ses amis s'inquiètent, car ils ne doutent pas que la Griffe Noire tentera de le récupérer pour l'éliminer. Ils décident de s'organiser : Monroe et Rosalee doivent cacher tout ce qui se trouve dans leur boutique et pourrait intéresser la Griffe Noire, tandis que Wu reste au poste afin de s'assurer que personne ne blesse Nick en attendant que Eve, Rebelle et Hank viennent le chercher.
La Griffe Noire arrive pour récupérer Nick au poste ; Wu s'interpose et parvient à utiliser ses nouvelles capacités de lycanthrope pour en tuer deux, mais les autres partent avec Nick et l'emmènent dans un autre commissariat, où Bonaparte commence à le torturer. Hank, Wu, Rebelle et Eve s'y rendent et le libèrent après avoir neutralisé les policiers présents sur place (qui sont tous des Wesen aux ordres de Bonaparte), mais ce dernier parvient à blesser très gravement Eve avant de s'enfuir.
Furieux, Bonaparte retourne dans la maison où se trouve Adalind et l'oblige à lui dire où elle vivait avec Nick. Adalind parvient à convaincre Diana d'avertir Nick et les autres. Après avoir soigné Eve grâce au bâton ramené d'Allemagne, tout le monde s'enfuit par le souterrain, pendant que Nick essaye de retenir les assaillants à lui tout seul. Il subit de nombreuses blessures, mais le bâton qu'il a glissé dans l'une de ses poches avant l'attaque soigne ses lésions les unes après les autres. 
Alors qu'ils sont toujours dans le souterrain, Rosalee annonce à Monroe qu'elle est enceinte, ce qui le rend fou de joie. Eve se sent bizarre après sa guérison. 